# 帕拉鄉

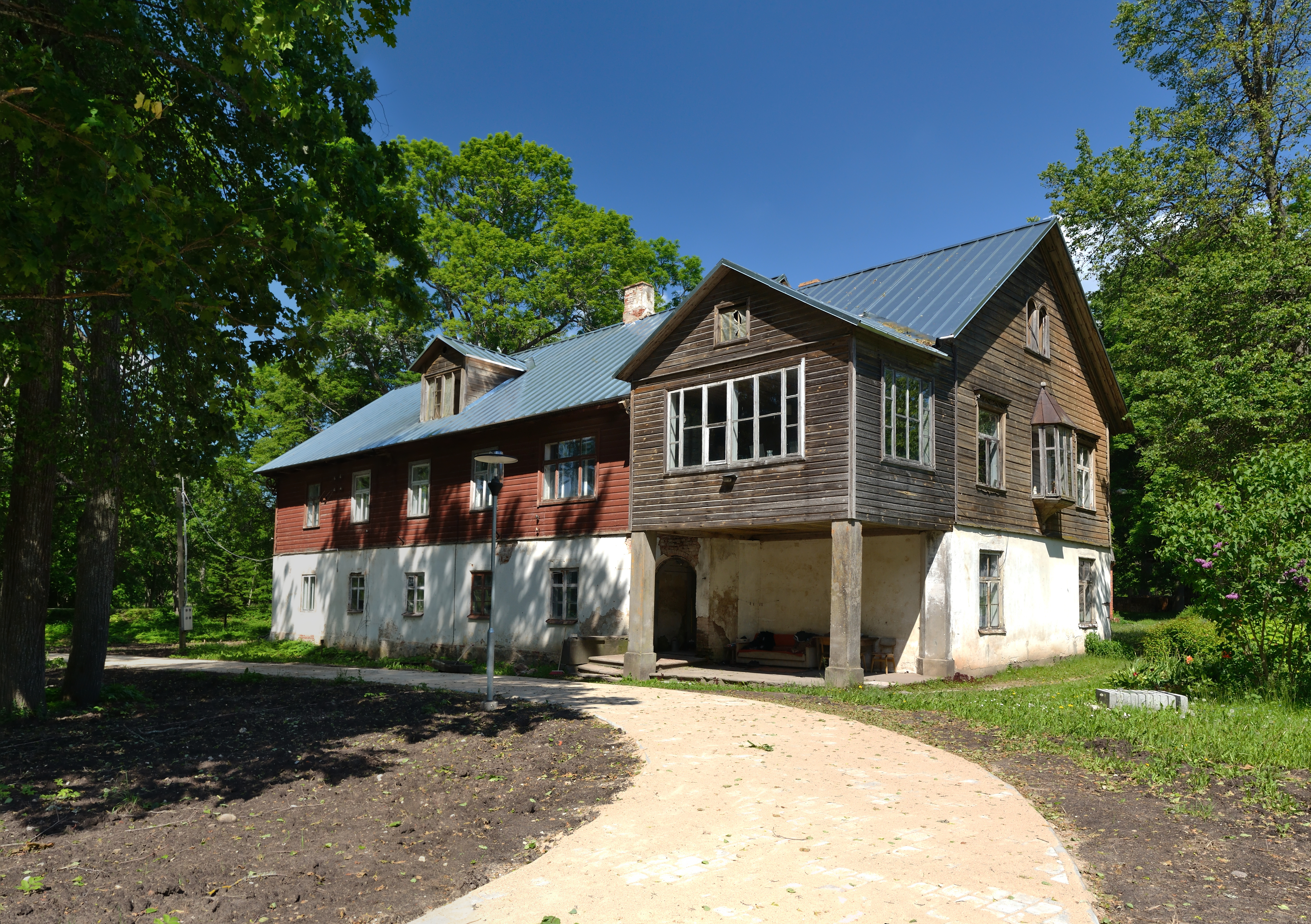
帕拉庄园

帕拉鄉，曾是愛沙尼亞約格瓦縣的一個鄉村型市镇，位於該國東部，處於首都塔林東南面160公里，面積157平方公里，2004年人口1,363，人口密度每平方公里9人。
2017年爱沙尼亚行政改革后，帕拉市镇与塔尔图县的其他市镇一起合并为新的佩普西埃雷市镇，从而隶属塔尔图县。
58°40′01″N 27°01′19″E / 58.667°N 27.022°E